# Ямамото Цуйосі
Цуйоші Ямамото (яп. 山本剛; нар. 23 березня 1948, Садо (Ніїґата), Японія) — японський джазовий піаніст.

## Біографія
Ямамото навчався грі на піаніно переважно самостійно, хоча і відвідував у дитинстві уроки гри на цьому інструменті. Навчався в університеті Ніхон. Ще студентом почав професійно виступати, спочатку акомпанучи поп-співакові Мікі Кьортісу; у 1967 році вони здійснили тур Європою. У 1974-му почав працювати піаністом у токійському клубі Misty. Цього ж року записав перший альбом як головний виконавець У 1970-х виступав на різноманітних міжнародних фестивалях, мешкав близько року у Нью-Йорку, виступав з Діззі Ґіллеспі, Кармен МакРе, Семом Джонсом, Біллі Гіґґінсом, Елвіном Джонсом, Сонні Стіттом, і іншими музикантами.

## Дискографія
- 1974
  - «Blues For Tee»
  - «Midnight Sugar»
  - «Misty»
  - «Now's The Time»
  - «Live at the Misty»
  - «Life»
  - «The In Crowd»
- 1975
  - «Night And Day»
  - «Sunny»
- «Blues to East», 1978
- «P.S. I Love You», 1980
- «Zephyr», 1981
- Another Holiday, 1985
- «Speak Low», 1999
- «Autumn in Seattle», 2001
- «What a Wonderful Trio!», 2008
- «Gentle Blues», 2013
- «What a Wonderful World», 2013